# پالائو (کومونه)
پالائو (به ایتالیایی: Palau) یک کومونه در ایتالیا است که در استان البیا تمپیو واقع شده‌است.

## خصوصیات
پالائو ۴۴٫۴ کیلومترمربع مساحت و ۴٬۱۶۳ نفر جمعیت دارد و ۵ متر بالاتر از سطح دریا واقع شده‌است.